# Serafím Fernandes de Araújo

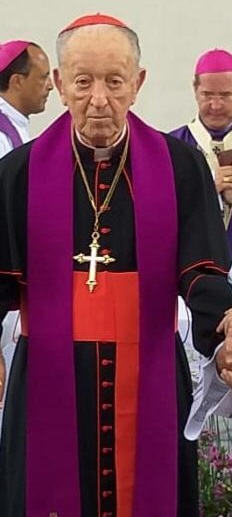
Serafím Kardinal Fernandes de Araújo

Kardinalswappen

 Serafím Kardinal Fernandes de Araújo  (* 13. August 1924 in Minas Novas, Brasilien; † 8. Oktober 2019 in Belo Horizonte) war ein römisch-katholischer Geistlicher und Erzbischof von Belo Horizonte.

## Leben
Serafim Fernandes de Araújo studierte in Belo Horizonte und Rom die Fächer Katholische Theologie und Philosophie. In Rom war er Seminarist am Päpstlichen Brasilianischen Pius-Kolleg. Er promovierte sowohl in Theologie als auch in Kanonischem Recht und empfing am 12. März 1949 im Petersdom in Rom durch Kurienerzbischof Luigi Traglia das Sakrament der Priesterweihe für das Erzbistum Diamantina. Anschließend dozierte er Kanonisches Recht am Priesterseminar von Diamantina und arbeitete als Gemeindeseelsorger in Gouveia. Zusätzlich arbeitete er in der diözesanen Organisation für Katechese und in der Lehrerausbildung.
Am 19. Januar 1959 ernannte ihn Papst Johannes XXIII. zum Titularbischof von Verinopolis und zum Weihbischof im Erzbistum Belo Horizonte. Die Bischofsweihe spendete ihm der Erzbischof von Diamantina, José Newton de Almeida Baptista, am 7. Mai desselben Jahres. Mitkonsekratoren waren der Koadjutorerzbischof von Belo Horizonte, João Resende Costa SDB, und der Bischof von Araçuaí, José Maria Pires. Als Weihbischof von Belo Horizonte wurde er 1960 Rektor der neu gegründeten Katholischen Universität von Minas Gerais, der gegenwärtigen Päpstlichen Katholischen Universität (PUC Minas) und Professor an der Juristischen Fakultät. Er blieb 21 Jahre lang Rektor. Er war unter anderem Vorsitzender der brasilianischen Vereinigung katholischer Hochschulen und Mitglied des Beratungsausschusses des Regionalen Zentrums für Hochschulbildung in Lateinamerika und der Karibik. Von 1962 bis 1965 war er einer der Bischöfe, die am Zweiten Vatikanischen Konzil teilnahmen. Er engagierte sich an den Generalkonferenzen des Lateinamerikanischen Bischofsrates CELAM in Puebla (1979) und Santo Domingo (1992), wo wichtige Leitlinien der katholischen Kirche beschlossen wurden.
Papst Johannes Paul II. ernannte ihn am 22. November 1982 zum Titularerzbischof pro hac vice von Verinopolis und zum Koadjutorerzbischof des Erzbistums Belo Horizonte. Mit dem altersbedingten Rücktritt João Resende Costas SDB am 5. Februar 1986 folgte er ihm als Erzbischof von Belo Horizonte nach. 1991 bekleidete er das Amt des Vizepräsidenten der CNBB, nachdem er wiederholt den Vorsitz der Eastern Regional II innehatte.
Im feierlichen Konsistorium vom 21. Februar 1998 wurde Serafim Fernandes de Araújo als Kardinalpriester mit der Titelkirche San Luigi Maria Grignion de Montfort in das Kardinalskollegium aufgenommen.
Die Leitung des Erzbistums legte er am 28. Januar 2004 aus Altersgründen nieder. Seinen altersbedingten Rücktritt nahm Johannes Paul II. an. Serafim Kardinal Fernandes de Araújo gehörte dem Päpstlichen Rat „Iustitia et Pax“ an.